# Notre-Dame-de-Cenilly
Notre-Dame-de-Cenilly – miejscowość i gmina we Francji, w regionie Normandia, w departamencie Manche.
Według danych na 1990 r. gminę zamieszkiwało 660 osób, a gęstość zaludnienia wynosiła 26 osób/km² (wśród 1815 gmin Dolnej Normandii Notre-Dame-de-Cenilly plasuje się na 342. miejscu pod względem liczby ludności, natomiast pod względem powierzchni na miejscu 59.).